# Orz (J-pop)
orz（オーアールゼット）は、日本の男性4人組音楽ユニット。所属事務所はイエローキャブプラス。レーベルはBlack Cab Records。

## メンバー
メンバーの素性は謎のまま。
- 才人（VOCAL / RAP）[1] - 謎の大富豪　FC2社長
- JYO-Z（VOCAL / RAP）
- BONES TANAKA（VOCAL / RAP）
- Ukon（DJ）

4人で構成される、デフレにピリオドを打つべく現れた謎の大富豪とインフレパーティ野郎。

## ディスコグラフィ
- 世界はひとつ - 志村だヨ! 2013年7月エンディングテーマ
- NTR-ネトラレ- - 「マンガ読破!」 2014年TVCMソング
- Kick ass
- DQN 〜2014〜
- オンナンナンナ

## 出演
- キラメキ ミュージック スター「キラスタ」（NACK5）2014年5月7日